# Beam House

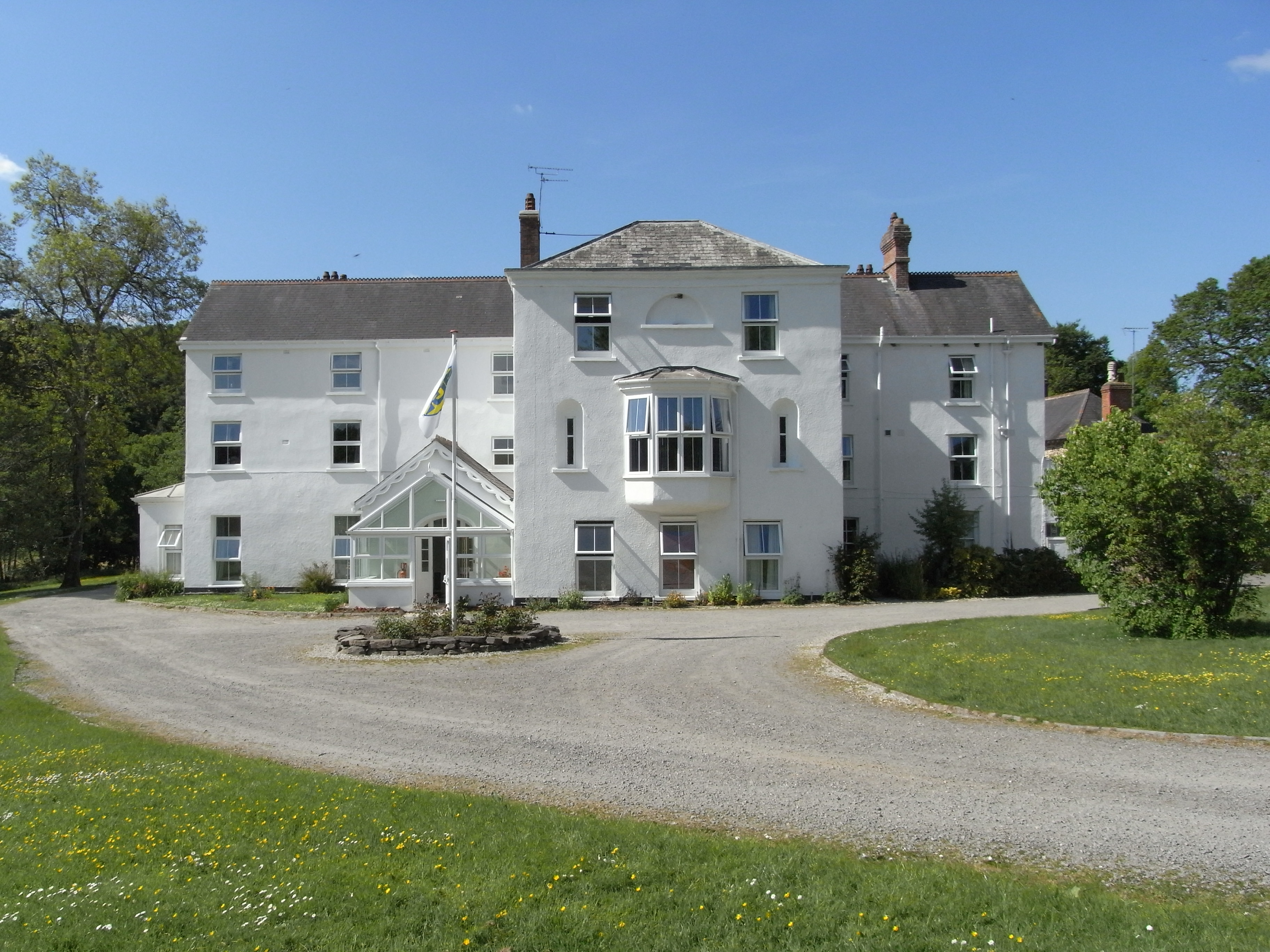
Beam House bei Great Torrington, Devon

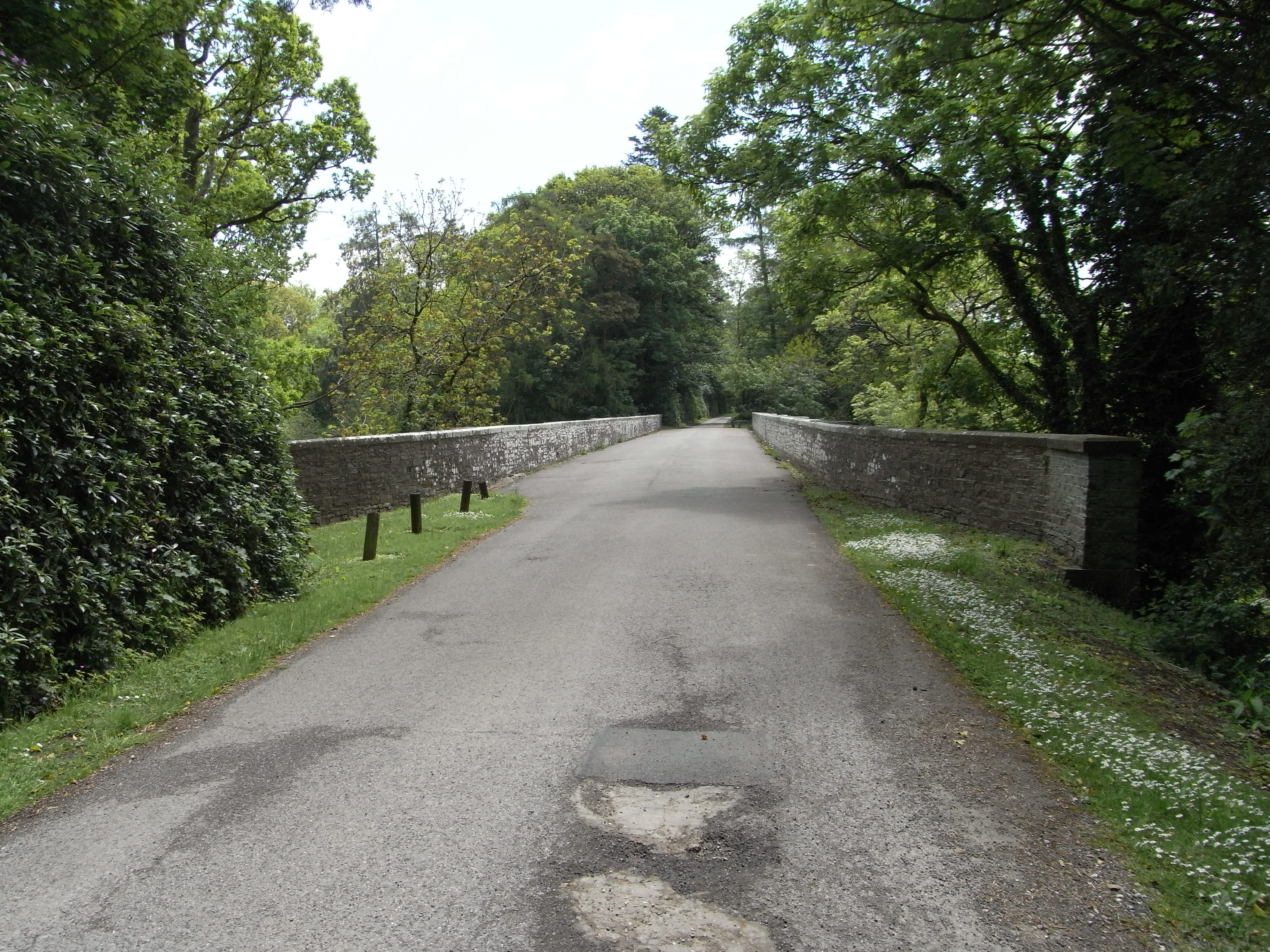
Das Beam-Aquädukt, heute eine Straßenbrücke am Anfang der Zufahrt zu Beam House (nach der Brücke rechts). Blick nach Südosten; die A386 liegt hinter dem Betrachter.

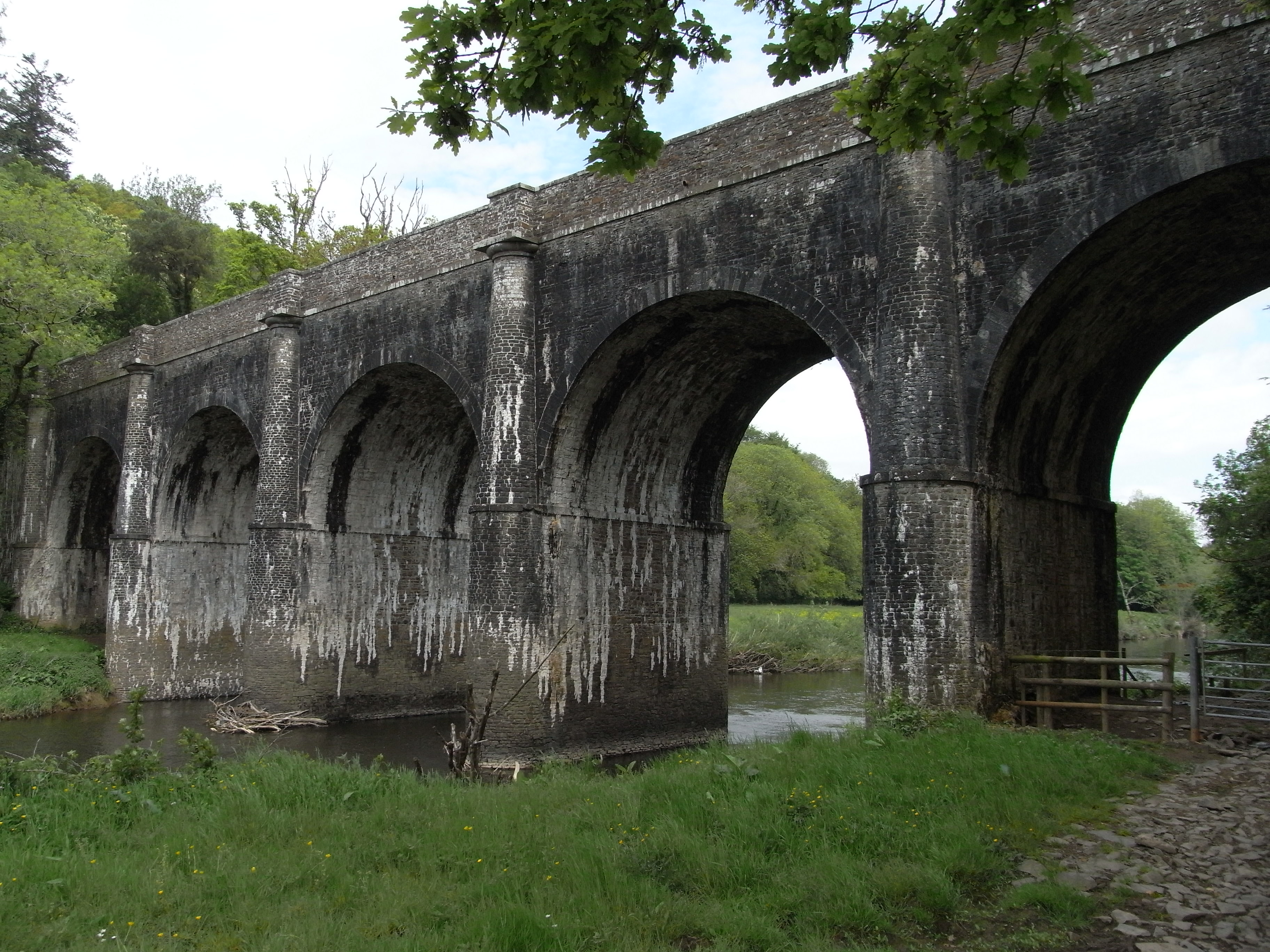
Beam-Aquädukt von Süden

Beam House ist ein Landhaus etwa 2,4 km nordwestlich und flussabwärts des Marktes Great Torrington in der englischen Grafschaft Devon. Das Haus und das umgebende Anwesen Beam liegen am orographisch rechten Ufer des Flusses Torridge in der Nähe der ehemaligen Überführungen des Rolle Canal und der Eisenbahn. Seine Lage wird von Lauder 1986 beschrieben, wie folgt:

„Für Liebhaber von Flüssen und Waldland kann es kaum schönere Standorte für ein Haus geben als diesen. Steile, bewaldete Ufer schützen das Tal und das Haus liegt auf etwas höherem Grund oberhalb der saftigen Wiesen am Wasser, fast vollständig umflossen vom Torridge.“

Das Anwesen war der zweite Familiensitz der Familie Rolle, den Herren der Grundherrschaft von Great Torrington, deren Hauptsitz Stevenstone House auf der anderen, südlichen Seite des Marktes, also flussaufwärts von Beam, war. Beam House war im englischen Bürgerkrieg ein Außenposten der Royalisten. Der größte Teil des Anwesens gehört heute Baron Clinton, dem Erben der Rolles, aber über die Zeit diente es vielen Zwecken, z. B. auch dem Militär in beiden Weltkriegen oder als Korrektionsanstalt. Tarka the Otter, eine Romanfigur von Henry Williamson, wurde auf Beam geboren, an einer Stelle, die der Autor als „Canal Bridge“ bezeichnet, vermutlich das Beam Aqueduct. Er mochte besonders den Torridge am Beam Weir. So heißt der Fahrradweg, der den Fluss über eine frühere Eisenbahnbrücke bei Beam überquert, Tarka Trail wegen seiner Verbindung mit diesen und anderen Jagdgründen des fiktiven Tiers. Heute dient Beam House als Abenteuerzentrum für junge Leute.

## Lage

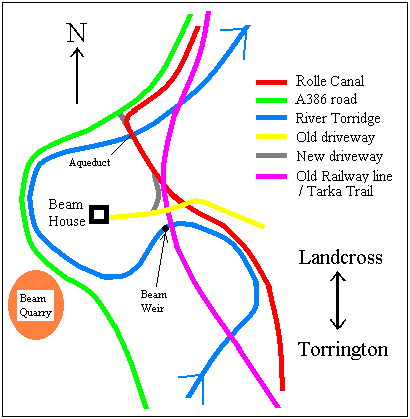
Umgebungskarte von Beam House. Henry Williamson bezog sich in seiner Novelle Tarka the Otter von 1927 mehrfach auf Beam, z. B. in folgender Beschreibung: „Eine Viertelmeile unterhalb der Rothern Bridge fließt der Fluss langsamer in den unteren Bogen eines großen S. Er wird bis zum halben Weg tiefer, wo das S vom Wehr abgeschnitten wird, das die Wasser im langen Beam Pool zurückhält. Die Canal Bridge kreuzt den Fluss am oberen Ende des S.“

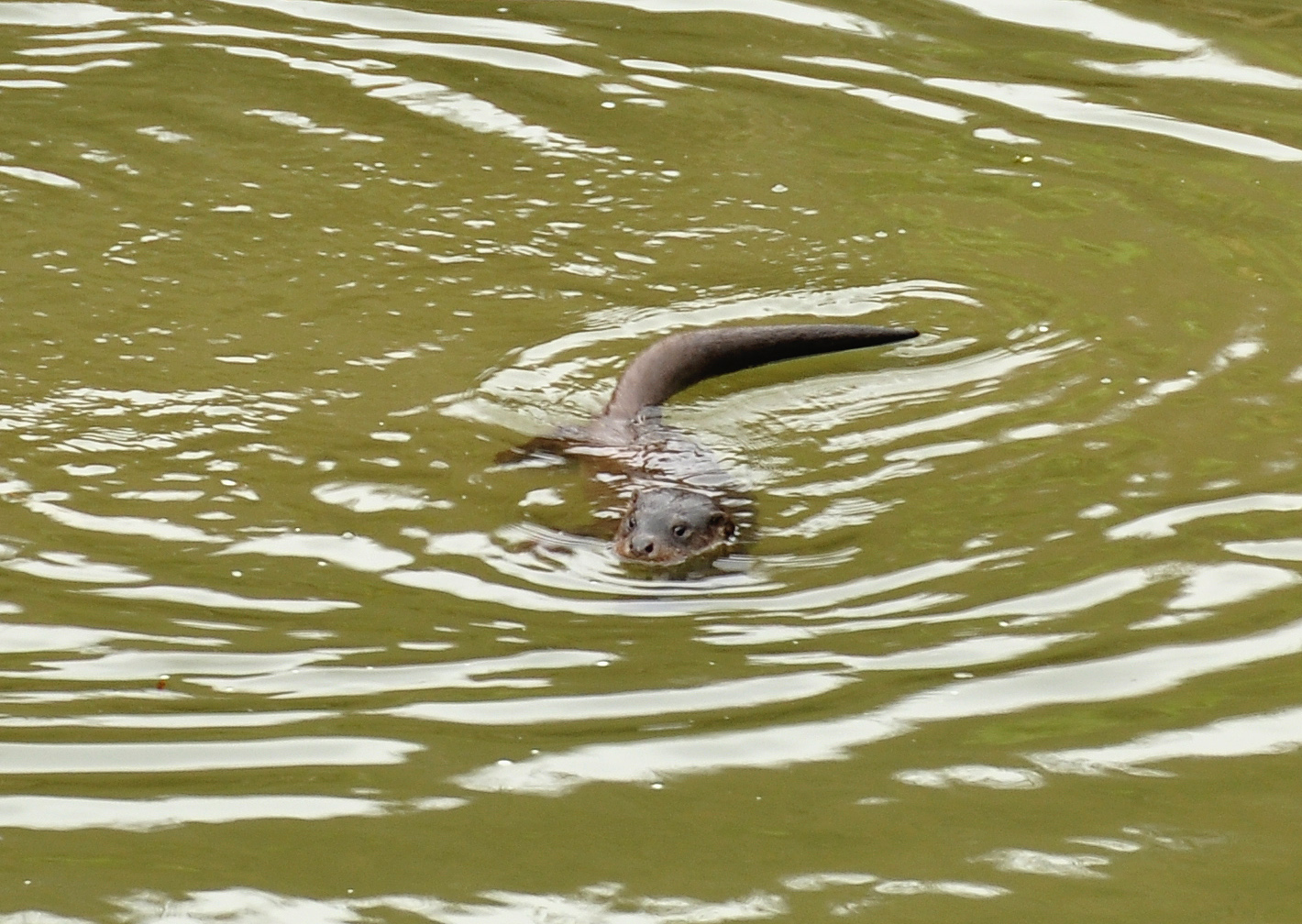
Otter im Torridge bei Beam 2011

Beam House liegt etwa 2,4 km nordwestlich des Marktes Great Torrington am rechten Ufer des Torridge, fast ganz von der Flussschleife eingeschlossen. Der Beam-Steinbruch liegt in den klippengleichen Hügeln auf der anderen Flussseite. Als John Rolle, 1. Baron Rolle, den Rolle Canal zwischen dem Markt und dem schiffbaren Abschnitt des Flusses unterhalb des Dorfes Weare Giffard bauen ließ, wählte er Beam als Ort für die Überquerung des Flusses auf einem Aquädukt. Das Aquädukt wurde später aufgefüllt und dient heute als Straßenbrücke für die Zufahrt von der Straße A386 zu Beam House. Später kreuzte die Eisenbahn den Fluss etwas weiter flussabwärts und führte weiter nach Great Torrington über das Anwesen von Beam.

### Beam Weir

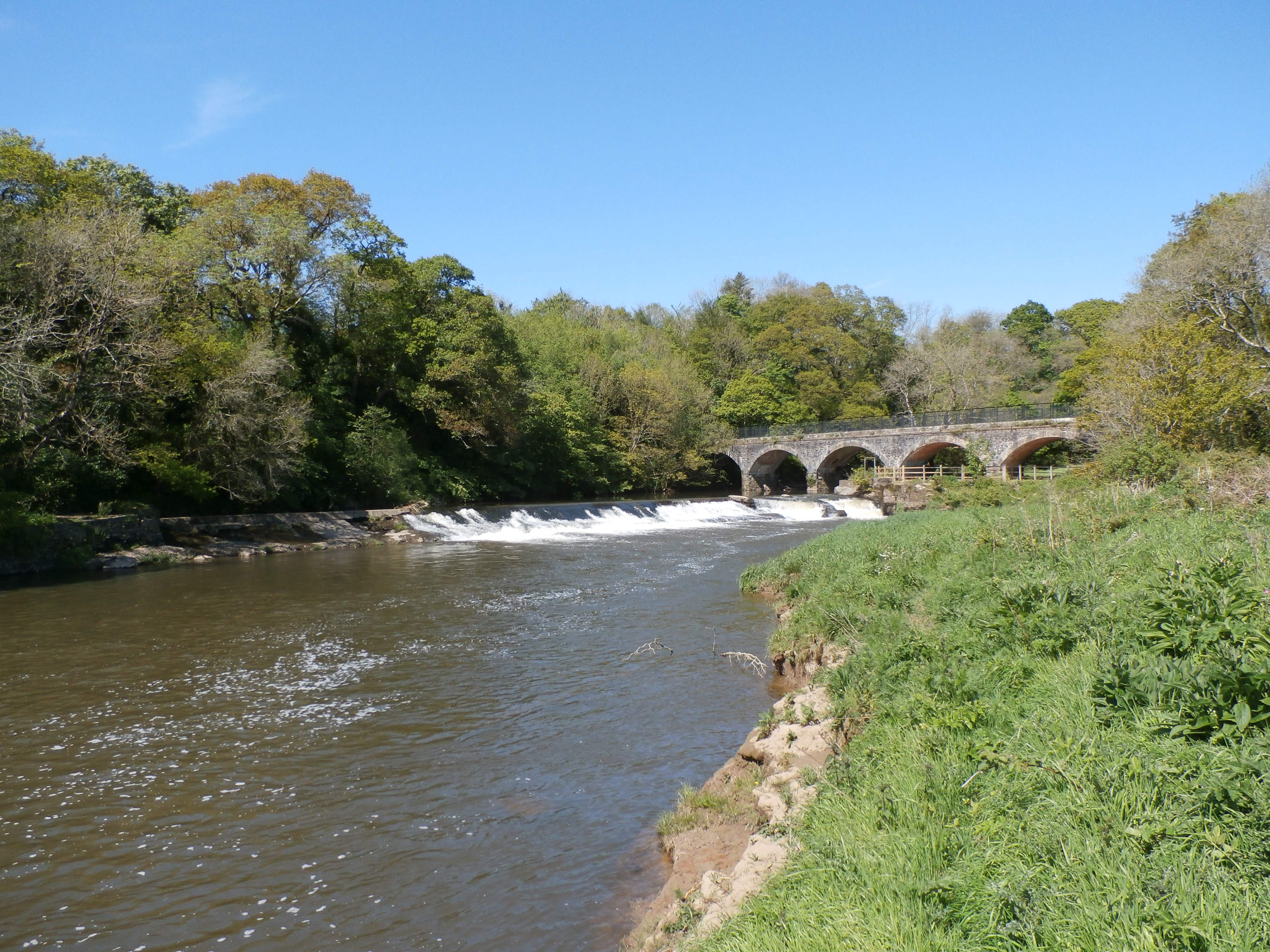
Das Beam-Wehr, die bevorzugten Jagdgründe von Tarka the Otter. Die alte Eisenbahnbrücke (heute der Radweg Tarka Trail) liegt dahinter.

Das Wehr in Beam, unterhalb der Rothern Bridge und oberhalb des Beam-Aquäduktes war in Williamsons Novelle einer der bevorzugten Jagdgründe von Tarka the Otter, weil dort das Wasser schnell fließt und unter dem Wehr ein länglicher See liegt. In der Novelle heißt es:

„Nach dem Fischpass strömte das Wasser in einer schäumenden Parabel. Darüber glitt es schwarz und poliert.“

Auch heute noch ist dort ein guter Platz zum Lachsfischen.

## Geschichte
Beam House war lange der Nebensitz der Familie Rolle aus dem nahegelegenen Stevenstone House, die neuerdings die Herren der Grundherrschaft Great Torrington waren. Im englischen Bürgerkrieg diente Beam House als Außenposten der royalistischen Armee, deren letzte Hochburg in den westlichen Landesteilen in Great Torrington war. Sie verloren sie 1646 an den Roundhead Sir Thomas Fairfax.
Im 18. Jahrhundert lebte William Rolle (1720–1747) hier. Er war der dritte Sohn von John Rolle (1679–1730) aus Stevenstone House und der jüngere Bruder von Henry Rolle, 1. Baron Rolle, († 1759). In seinem Testament von 1747 beschrieb er sich selbst als „von Beam“.
Im Oktober 1792 reiste der Devoner Topograph Rev. John Swete (1752–1821) auf seinem Weg nach Frithelstock durch Beam und trug Folgendes in sein Journal ein:

„(...) ging ich auf der Suche nach der Priorei Frithelstock, auf dem Weg, zu dem wir zur Brücke am Südwestende von Torrington hinuntergingen, die [den Fluss] überspannte; gingen wir erneut einen steilen Hügel hinauf, was uns zu einer Gemeinde[wiese] brachte, die zum Fluss hin abfiel, aber uns einen entzückenden Blick auf den Norden von 'Beam' [bot], einem Sitz von Dennis Rolle Esq., ein sehr lieblicher und zurückgezogener Flecken, von jeder Seite von den reichsten Wäldern in der schönsten amphitheatralischen Form geschützt, deren Wurzeln bis zum Fluss reichten, der, als sei er verliebt in diese Stelle, sich in vielen Meandern um sie herumwand und es ihm widerstrebte, sich von ihm zurückzuziehen.“

Ein weiterer Bewohner war der Very Rev. Joseph Palmer (1749–1829), Kanzler des Bistums Ferms und späteren Dekan des Erzbistums Cashel und Emly. Er war der Autor von A four Month Tour Through France (1776) Er war der Sohn von John Palmer, dem Bürgermeister von Great Torrington und seiner Frau Mary, der Schwester des Malers Sir Joshua Reynolds (1723–1792). Er heiratete Elizabeth Edwards, die Tochter von Cadwallader Edwards Esq. aus Wexford in Irland. Sein Denkmal ist bis heute in der Kathedrale von Exeter erhalten.
Im späteren 19. Jahrhundert wohnte Alfred Robert Hole (1815–1898) in dem Herrenhaus, der Friedensrichter von Devon und Major des 13. Husarenregiments, North Devon Yeomanry. Er war im Stadtteil Heavitree in Exeter als Sohn des Majors William Hole und seiner Gattin Louisa, geb. Mallet geboren. Er heiratete Elizabeth Mercer (1816–1902), älteste Tochter von J. Mercer aus Maidstone und Major des 13. Husarenregiments, North Devon Yeomanry. Er nahm an der Eröffnung der neuen Kirche St Giles in the Wood teil, die von Hon. Mark Rolle gestiftet worden war. Er und seine Gattin liegen auf dem Friedhof von Weare Giffard begraben, wo bis heute ihr beschrifteter Grabstein zu sehen ist.

### 20. Jahrhundert
Der größte Teil des Anwesens um Beam House gehört Lord Clinton, dessen Familie die Erben von Hon. Mark Rolle († 1907) waren. Lord Clintons Familie gehörte seit Langem die Grundherrschaft von Frithelstock, die an die von Beam am anderen Ufer des Torridge anschließt.
Im Ersten Weltkrieg wurde Beam House als Sanatorium für verwundete Soldaten genutzt. Dies war vermutlich das Krankenhaus, das William Pethebridge Martin (1859–1935), Herr der Grundherrschaft Chulmleigh gründete. Im Zweiten Weltkrieg war das Haus mit dem 2. Bataillon des Regiments Gloucester belegt und diente dem Training für Geheimoperationen. In den 1950er-Jahren nutzte man Beam House zehn Jahre lang als Korrektionsanstalt und dann als Erziehungseinrichtung, als dort ein Wohnblock gebaut wurde.
1959 war Beam House das Heim von Philip Michael Pethebridge Martin, des High Sheriff of Devon in diesem Jahr. Er war der dritte Sohn von William Pethebridge Martin (1859–1935) (s. o.) aus Colleton Manor House und New South Wales in Australien und seiner Gattin Maude, geb. Price, Tochter von William Price aus Sydney (New South Wales). William Price hatte den Wollhandel W. P. Martin & Co. in Sydney gegründet, war aber später nach Devon umgezogen, wo er das Colleton Manor House bei Chulmleigh kaufte und dort wohnte. Er war der Herr der Grundherrschaft Chulmleigh, in den Jahren 1918 und 1919 High Sheriff of Devon und Master der Eggesford Foxhounds. Gemeinsam mit seinem Partner Harry Austin stattete William Price ein Krankenhaus für Soldaten im Ersten Weltkrieg aus, vermutlich das in Beam House, das er später der Marktverwaltung als Kinderkrankenhaus schenkte. Er starb in Colleton Manor House im Jahre 1935.
In den 1970er-Jahren kaufte ein Mr Osbourne aus Barnstaple das Anwesen und eröffnete dort eine Schule für schwer erziehbare Jungen, die anschließend von D. R. Leonard betrieben wurde. Später wurde sie geschlossen, weil der stellvertretende Direktor eine Reihe von Fällen von Kindesmissbrauch verschiedenen Behörden gemeldet hatte, die dorthin Jungen überwiesen. Die Jungen wurden anderweitig untergebracht und das Personal entlassen. Mr Osbourne, ein nicht qualifizierter Unternehmer, der auch schon für eine ähnliche “Spezial”schule in einem anderen Landhaus in Swimbridge verantwortlich war, schaffte es offenbar, sämtliche Rückwirkungen wegen des Scheiterns dieser Schulen und den angerichteten Schaden zu verhindern. Er etablierte dann das Kingsley Adventure Centre in Beam House. Der Betrieb wurde von Quest Adventure Centres übernommen, die aber in Konkurs gingen und von der PGL Travel Ltd. aufgekauft wurden. Diese Firma betreibt das Geschäft weiter in den von der Familie Osbourne gemieteten Gebäuden und bietet Ferien für junge Leute an.